# Andrzej (Kuszczak)
Andrzej, imię świeckie Andrzej Kuszczak (ur. 12 grudnia 1901 w Leżachowie, zm. 17 listopada 1986 w Nowym Jorku) – ukraiński arcybiskup, ordynariusz jednej z trzech eparchii Ukraińskiego Kościoła Prawosławnego Stanów Zjednoczonych.

## Życiorys
Urodził się 12 grudnia 1901 roku w Leżachowie, syn Olega i Ewy. Szkołę powszechną ukończył w Sieniawie, wykształcenie średnie otrzymał w gimnazjach w Jarosławiu i Przemyślu, gdzie w 1924 roku zdał maturę. W latach 1918–1920 walczył w szeregach Ukraińskiej Armii Galicyjskiej. Wykształcenie prawnicze zdobył na uniwersytetach we Lwowie i Krakowie.
W 1928 roku wyemigrował do Kanady, gdzie pracował na różnych stanowiskach. Następnie przeniósł się do USA. W 1932 roku przyjął święcenia kapłańskie z rąk abpa Athenagorasa (Spyrou). Następnie był proboszczem ukraińskich parafii w Kanadzie (Oshawa, Kirkland Lake), Pensylwanii (Jonestown, Nanto Glo i Union Dale), Nowym Jorku (Hicksville). Otrzymywał nagrody kościelne. 
Został wybrany przewodniczącym Konsystorza Kościelnego i kandydatem na biskupa Cerkwi Ukraińskiej na uchodźstwie. 29 listopada 1966 roku został mianowany biskupem tytularnym Eukarpii, administratorem Ukraińskiego Kościoła Prawosławnego w Ameryce. 28 stycznia 1967 roku w greckiej katedrze Świętej Trójcy w Nowym Jorku został konsekrowany na biskupa. Konsekratorem był abp Jakub (Kukuzis), a współkonsekratorami byli abp Herman (Polyzoodis) i bp Silas (Koskinas).
Przez wiele lat był skarbnikiem Stałej Konferencji Biskupów Prawosławnych w Ameryce. W 1972 roku brał udział w pogrzebie patriarchy Konstantynopola Atenagorasa I w Stambule.
Od 1980 roku jurysdykcja Cerkwi Ukraińskiej w Ameryce obejmowała 26 parafii z 35 księżmi i 4 diakonami w Stanach Zjednoczonych oraz 8 parafii z 6 księżmi w Kanadzie, obsługujących ok. 13 tysięcy wiernych. W 1983 roku został podniesiony do godności metropolity.
Kilkakrotnie apelował do urzędników amerykańskich w sprawie praw człowieka za żelazną kurtyną. Zmarł 17 listopada 1986 roku w Nowym Jorku. Tam został pochowany.